# (2-Methoxyethyl)benzol
(2-Methoxyethyl)benzol ist eine chemische Verbindung aus der Gruppe der Ether.

## Eigenschaften und Verwendung
(2-Methoxyethyl)benzol hat einen rosenartigen Geruch und wird daher in Parfüms mit orientalischer Geruchsnote eingesetzt. In der EU ist (2-Methoxyethyl)benzol als Aromastoff unter der FL-Nummer 03.006 als Aromastoff zugelassen.